# Microsoft Mahjong
Microsoft Mahjong (trước đây là Mahjong Titans và Taipei) là phiên bản trò chơi máy tính của mahjong solitaire được phát hành bởi Microsoft. Phiên bản có tựa đề Mahjong Titans được phát triển bởi Oberon Games và được bao gồm trong Windows Vista và Windows 7 (ngoại trừ phiên bản Starter và Home Basic). Nó tận dụng lợi thế của giao diện đồ họa người dùng mới (GUI) của Windows Vista, và bao gồm các tính năng như tile set và các lựa chọn nền. Trong Windows Vista xây dựng 5219, 5231 và 5259, trò chơi đã được biết đến như là Shanghai Solitaire. Trò chơi không được đưa vào Windows 8; tuy nhiên, một phiên bản độc lập, được phát triển bởi Arkadium và được phát hành bởi Microsoft Studios có thể được tải xuống từ Windows Store miễn phí.
Một phiên bản cũ của trò chơi được biết đến là Taipei và được đi kèm trong Microsoft Entertainment Pack 1 và Best of Microsoft Entertainment Pack. Phiên bản đó bao gồm 32767 cấu hình có thể.

## Tính năng
Người chơi có sáu cách lựa chọn bố trí quân  - Mèo, Rùa, Cua, Rồng, Pháo đài và Nhện, mỗi loại được cách điệu của đối tượng hoặc động vật tương ứng. Các hình nền có thể được chọn từ năm tùy chọn khác nhau và có bốn bộ quân, bao gồm bài Mahjong truyền thống, các biến thể có màu đầy đủ hơn hoặc bản in lớn hơn và một bộ quân bài nền thay thế được đặt với chủ đề hình ảnh hoàn toàn khác.
Trò chơi không hoàn toàn ngẫu nhiên. Luôn luôn có ít nhất một cặp trong vòng năm quân của 5 quân bài trên cùng trong bố cục rùa và thường là hai cặp. Thuật toán cho các vị trí tổ chức xếp bài sao cho chúng hầu như có thể được ghép nối trên cùng một cấp hoặc nếu không, một ô phù hợp sẽ có sẵn ở một vị trí có thể truy cập xuống một cấp. Nó không kiểm tra để đảm bảo rằng quân phù hợp không được đặt bên dưới quân khác của nó. Vì mỗi quân có 3 quân đối, điều này là không đủ, bởi bản thân, để chứng minh rằng trò chơi là không thể giải quyết được. 
Phiên bản mới hơn của Microsoft Mahjong có nhiều bố cục hơn, đồ họa cải tiến và âm thanh, các tính năng Internet như một bộ thách thức hàng ngày để thưởng cho người dùng bằng "huy hiệu" khi hoàn thành và tích hợp Xbox Live.

## Bên ngoài đường dẫn
- Oberon Games